# Czyn ciągły
Czyn ciągły – swoiste "przestępstwo popełnione na raty", dwa lub więcej zachowań podjętych w krótkich odstępach czasu, w realizacji z góry powziętego zamiaru uważa się za jeden czyn zabroniony w znaczeniu prawnym, traktowany jako nierozerwalna całość.

## Ciągłość jako znamię typu czynu zabronionego
Czasem popełnienia czynu zabronionego jest cały okres rozciągający się od pierwszego z zachowań wchodzących w skład czynu ciągłego do ostatniego z tych zachowań. Natomiast dla konsekwencji prawnych czynu ciągłego pewne znaczenie może mieć czas popełnienia ostatniego z zachowań wchodzących w skład czynu ciągłego. Jeżeli pierwsze z nich zostało podjęte pod rządami dawnej ustawy, a ostatnie już pod rządami nowej, do całości czynu stosuje się przepisy nowej ustawy. Jeżeli choć jedno z zachowań sprawcy będzie miało miejsce po ukończeniu przez niego 17 lat, to uznaje się, że czynu zabronionego dopuściła się osoba dorosła, jednak odpowiedzialność karną poniesie tylko za tę część czynu ciągłego, którą sprawca popełnił po ukończeniu 17 lat.

## Podjęcie dwóch lub więcej zachowań w krótkich odstępach czasu
W skład czynu ciągłego wchodzą co najmniej dwa zachowania podjęte w krótkich odstępach czasu. Użycie przez ustawę określenia "zachowania" oznacza, że mogą one wyczerpywać znamiona zarówno czynów zabronionych jako wykroczenia, jak przestępstwa. Natomiast - chociaż ustawa wyraźnie nie stawia takiego wymogu – zachowania te powinny być jednorodne. Oznacza to, że można np. łączyć w jeden czyn ciągły wykroczenia kradzieży z występkami kradzieży zwykłej, jednak już nie z występkami kradzieży z włamaniem.
Doktryna nie jest zgodna, co do znaczenia określania "krótkie odstępy czasu". Według Andrzeja Zolla może być to przedział co najwyżej kilkunastu dni. Według Andrzeja Wąska przedział ten może objąć co najwyżej kilka tygodni.
W orzecznictwie Sądu Najwyższego pojawił się pogląd, iż w pewnych okolicznościach nawet kilkumiesięczne przedziały czasowe mogą być traktowane jako "krótkie odstępy czasu".

## Realizacja z góry powziętego zamiaru
Sprawca powinien obejmować zamiarem wszystkie zachowania składające się na czyn ciągły już w momencie realizacji pierwszego z nich. Ciągłość zachowania zachodzi wtedy, kiedy po pierwszym z zachowań możemy przypisać – co najmniej – usiłowanie popełnienia całego czynu zabronionego o charakterze ciągłym.

## Atak na dobro osobiste - tożsamość osoby pokrzywdzonej
Kodeks karny z 1997 roku w artykule 12 zawiera wymóg tożsamości pokrzywdzonego w wypadku, gdy przedmiotem zamachu jest dobro osobiste. Np. znieważenie kolejno kilku osób, nawet w ramach realizacji jednego przyjętego z góry zamiaru nie jest czynem ciągłym.